# Lijst van voetbalinterlands Australië - Ierland (vrouwen)
Deze lijst van voetbalinterlands is een overzicht van alle officiële voetbalinterlands tussen de nationale vrouwenteams van Australië en Ierland. De landen hebben tot nu toe twee keer tegen elkaar gespeeld.

## Wedstrijden
| № | Plaats | Datum             | Competitie        | Wedstrijd           | Uitslag |
| - | ------ | ----------------- | ----------------- | ------------------- | ------- |
| 1 | Dublin | 21 september 2021 | Vriendschappelijk | Ierland − Australië | 3 − 2   |
| 2 | Sydney | 20 juli 2023      | WK 2023           | Australië − Ierland | 1 − 0   |

## Samenvatting
| Competitie        | Totaal gespeeld | Winst Australië | Gelijk | Winst Ierland | Doelsaldo Australië – Ierland |
| ----------------- | --------------- | --------------- | ------ | ------------- | ----------------------------- |
| WK-eindronde      | 1               | 1               | 0      | 0             | 1 − 0                         |
| Vriendschappelijk | 1               | 0               | 0      | 1             | 2 − 3                         |
| Totaal            | 2               | 1               | 0      | 1             | 3 − 3                         |